# Мерцающие огни
«Мерцающие огни» (дат. Blinkende lygter) — дебютный фильм датского кинорежиссёра Андерса Томаса Йенсена, снятый в 2000 году.

## Сюжет
Четверо мелких гангстеров из Копенгагена получают очередное задание от местного босса, которое необходимо срочно выполнить.
Торкильду исполнилось уже 40 лет, на день рождения он получает в подарок от друзей очередной автомат, а перспектив дальнейшей жизни не видно. Молодость ушла так же незаметно как и его девушка Тереза, которая чуть ранее решила расстаться с Торкильдом, устав от череды невыполненных обещаний, амбиций. Получив в подарок от Терезы книгу «Мужчины с Марса, женщины с Венеры» и обещав её обязательно прочитать, Торкильд понимает, что обманывает сам себя, и читать её не станет (ранее Тереза уже дарила эту же книгу, но находила её в мусорном ведре после точно таких же обещаний).
Отправившись на задание, Торкильд, Петер, Арне, и Стефан крадут более 4 000 000 датских крон, которые должны принести боссу. Однако Торкильд, вспомнив о своей мечте и о том, что ему уже 40 лет, решает поступить иначе — сбежать в Барселону; о чём и сообщает остальным.
По дороге машина ломается, и всем приходится идти пешком по глухой сельской дороге. Обнаружив недалеко заброшенный ресторан, гангстеры решают в нём остановиться на время в этом старом разрушенном доме, возможно и на несколько недель (пока все не уляжется, а товарищ, получивший пулю не пойдет на поправку). Постепенно, один за другим, они понимают, что хотели бы здесь остаться, начать новую жизнь, отремонтировать здание и превратить его в уютный семейный ресторан. Но их прошлое в конце концов настигает их.

## В ролях
- Серен Пильмарк — Торкильд
- Ульрих Томсен — Петер
- Мадс Миккельсен — Арне
- Николай Ли Кос — Стефан
- Софи Гробёль — Ханна, девушка Стефана
- Ибен Йейле — Тереза, девушка Торкильда
- Фритц Хельмут — Карл, доктор